# 2946 Muchachos
2946 Muchachos је астероид главног астероидног појаса са средњом удаљеношћу од Сунца која износи 2,453 астрономских јединица (АЈ).
Апсолутна магнитуда астероида је 13,0.